# Комунистичка партија Бразила
Комунистичка партија Бразила (порт. Partido Comunista do Brasil) је политичка партија која делује у Бразилу. Основана је 1962. године, а 1964. била је забрањена доласком војне хунте на власт. Легализована је 1988. године. Од 1989, партија је у коалицији са Радничком партијом на савезном нивоу.

## Историјска позадина
Претеча свих бразилских комунистичких партија јесте Комунистичка партија — бразилска секција Комунистичке интернационале, основана 25. марта 1922. године у Рио де Жанеиру. Сви бразилски комунисти деловали су унутар ове партије до Двадесетог конгреса КПСС-а 1956. године, када су се поделили на оне који су подржали Хрушчовљеву дестаљинизацију и оне који су остали уз стаљинизам као основни програм. Раскол се званично десио на Петом конгресу бразилских комуниста 1960. године.

## Деловање
Године 1961, група “ревизиониста” основала је нову, Бразилску комунистичку партију, док су “антиревизионисти” 18. фебруара 1962. образовали Комунистичку партију Бразила, стаљинистичког типа. Пошто је по старим правилима Коминтерне у једној земљи смела да делује само једна комунистичка партија Совјетски Савез је за званичног представника бразилских комуниста признао Комунистичку партију Бразила. Први секретар нове партије постао је Жоао Амазонас.
Након Кинеско-совјетског раскола 1962. године, КП Бразила определила се за кинеску линију. КП Бразила подржала је 1967. Културну револуцију у Кини. Године 1968, две фракције одвојиле су се од партије, заговарајући другачији тип борбе против диктатуре. Партија је од 1969. до 1976. организовала тзв. Арагуаја герилу, али је војска угушила побуну. Партија је после тога напустила маоизам.
Диктатура је попустила до краја седамдесетих, тако да је 1980. године понуђена амнестија. КП Бразила је ово стање искористила за јачање утицаја међу студентима и синдикатима.
Након пада Берлинског зида и распада Совјетског Савеза, Комунистичка партија Бразила наставила је сарадњу са Кубом.
Од 21. до 23. новембра 2008. године, Комунистичка партија Бразила била је домаћин Десете међународне конференције комунистичких и радничких партија. На конференцији је учествовало 65 комунистичких и радничких партија, што је био први пут да се конференција оваквог типа одржава у Латинској Америци. Исте године, партија је имала велик успех на локалном нивоу — 40 градоначелника долазило је из редова КП Бразила.

## Идеологија
Комунисти Бразила били су до 1956. опредељени за учење Стаљина. Након Хрушчовљеве дестаљинизације, део њих је прихватио нови програм, а други део остао уз стаљинизам. Након совјетско-кинеског разлаза, КП Бразила прихватила је маоизам. Када су у Кини покренуте економске реформе 1979, КПБ се сврстала уз НР Албанију, последњи бастион стаљинизма. Након промена 1991, КПБ је одбацила бољшевизам, односно совјетску варијанту комунизма и усвојила марксизам-лењинизам и социјализам. За разлику од већине других комунистичких партија на Западној хемисфери, КП Бразила није била превише уздрмана распадом Совјетског Савеза.
Комунистичка партија је изразила забринутост због економске кризе у Грчкој и као главног кривца означила неолиберализам. Најновији програм партије састоји се од „ширења утицаја међу нижиим социјалним класама, консолидације комунизма у свим институцијама и подстицање демократизације“.

## Секретари партије
- Жоао Амазонас (1962—2001)
- Ренато Рабело (2001 -)